# Quintana Roo (Yucatán)
Quintana Roo es el nombre de una localidad del estado de Yucatán, en México, cabecera del municipio del mismo nombre y también homónima del estado ubicado en el oriente de la península de Yucatán. 

## Toponimia
El nombre del municipio y de la localidad fue puesto en honor al prócer de la independencia de México, Andrés Quintana Roo, al igual que se hizo con el cercano estado de Quintana Roo en el oriente de la península de Yucatán.

## Localización
La localidad de Quintana Roo está ubicada 122 km al oriente de la ciudad de Mérida, capital del estado de Yucatán.

## Datos históricos
El territorio donde se encuentra la localidad de Quintana Roo formó parte del cacicazgo de los cupules antes de la conquista de Yucatán. 
El 18 de agosto de 1871, al rancho denominado Hobchén del municipio de Dzitás, se le otorgó la categoría de pueblo con el nombre de Quintana Roo. El 30 de diciembre de 1931 se le erigió en municipio libre.